# Diocese de Saint-Jérôme-Mont-Laurier
A Diocese de Saint-Jérôme-Mont-Laurier (Dioecesis Sancti Hieronymi Terræbonæ–Montis Laurei) é uma diocese localizada na cidade de Saint-Jérôme na província de Quebec, pertencente à província eclesiástica da Arquidiocese de Montreal no Canadá. Foi fundada em 1951 pelo Papa Pio XII. Com uma população católica de 419.497 habitantes, sendo 62,4% da população total, possui 31 paróquias com dados de 2020.

## História
Em 23 de junho de 1951 o Papa Pio XII cria a Diocese de Saint-Jérôme a partir dos territórios da Diocese de Mont-Laurier, Arquidiocese de Montreal e da Arquidiocese de Ottawa.
Em 1 de junho de 2022, foi fundido com a Diocese de Mont-Laurier, criando a nova Diocese de Saint-Jérôme-Mont-Laurier, se mantendo na atual província eclesiástica. Ao mesmo tempo, a Sé de Mont-Laurier cedeu 4 paróquias e a pastoral da paróquia de St-Roch de Lac-Cayamant, pertencente à Diocese de Pembroke, à Arquidiocese de Gatineau.

## Lista de bispos
A seguir uma lista de bispos desde a criação da diocese em 1951.
|                                     | Nome                                | Período                             | Notas                                                                        |
| Bispos de Saint-Jérôme-Mont-Laurier | Bispos de Saint-Jérôme-Mont-Laurier | Bispos de Saint-Jérôme-Mont-Laurier | Bispos de Saint-Jérôme-Mont-Laurier                                          |
| ----------------------------------- | ----------------------------------- | ----------------------------------- | ---------------------------------------------------------------------------- |
| 1º                                  | Raymond Poisson                     | 2022 - atual                        |                                                                              |
| Bispos de Saint-Jérôme              |                                     |                                     |                                                                              |
| 6º                                  | Raymond Poisson                     | 2019 - 2022                         | presidente da Conferência Canadense de Bispos Católicos (2021 - )            |
| 5º                                  | Pierre Morissette                   | 2008 - 2019                         | Também presidente da Conferência Canadense de Bispos Católicos (2009 - 2011) |
| 4º                                  | Gilles Cazabon, O.M.I.              | 1997 - 2008                         |                                                                              |
| 3º                                  | Charles-Omer Valois                 | 1977 - 1997                         |                                                                              |
| 2º                                  | Bernard Hubert                      | 1971 - 1977                         | Também presidente da Conferência Canadense de Bispos Católicos (1985 - 1987) |
| 1º                                  | Émilien Frenette                    | 1951 - 1971                         |                                                                              |
| Bispo coadjutor                     |                                     |                                     |                                                                              |
| 1º                                  | Raymond Poisson                     | 2018 - 2019                         | Nomeado bispo dessa diocese                                                  |
| Bispos auxiliares                   |                                     |                                     |                                                                              |
| 5º                                  | Raymond Poisson                     | 2012 - 2015                         | Nomeado bispo de Joliette                                                    |
| 4º                                  | Donald Lapointe                     | 2002 - 2011                         |                                                                              |
| 3º                                  | Vital Massé                         | 1993 - 2001                         | Nomeado bispo de Mont-Laurier                                                |
| 2º                                  | Gilles Lussier                      | 1988 - 1991                         | Nomeado bispo de Joliette                                                    |
| 1º                                  | Raymond Saint-Gelais                | 1980 - 1988                         | Nomeado bispo coadjutor de Nicolet                                           |